# Alan Carter
Alan-Malcolm Carter (Halifax, 19 augustus 1964) is een Brits voormalig motorcoureur. Hij is eenmalig Grand Prix-winnaar in het wereldkampioenschap wegrace.

## Carrière
Carter maakte in 1983 zijn internationale motorsportdebuut in de 250 cc-klasse van het wereldkampioenschap wegrace, waarin hij voor Yamaha een volledig seizoen reed. Al in de tweede race in Frankrijk wist hij op achttienjarige leeftijd zijn eerste Grand Prix-zege te boeken, waarmee hij destijds de jongste winnaar werd in het WK 250 cc. In de rest van het seizoen kwam hij enkel met een vijfde plaats in Zweden nog tot scoren. Met 21 punten werd hij twaalfde in de eindstand. In 1984 was hij officieel fabriekscoureur voor Yamaha en werd hij de teamgenoot van Wayne Rainey. Twee vierde plaatsen in Spanje en Zweden waren zijn beste resultaten en hij werd met 25 punten negende in het kampioenschap. In 1985 stapte hij over naar een Honda en behaalde hij drie vierde plaatsen in Spanje, Duitsland en Zweden. Met 32 punten werd hij zevende in het klassement.
In 1986 stapte Carter binnen het WK 250 cc over naar een JJ Cobas-Rotax. Een vijfde plaats in België was zijn beste resultaat en hij werd met 9 punten zeventiende in de eindstand. Tussen 1987 en 1989 richtte hij zich vooral op het Amerikaans kampioenschap wegrace, waarin hij in zijn laatste seizoen zijn beste eindklassering behaalde met een negende plaats. In het WK wegrace reed hij in 1987 de race in Japan op een Honda, waarin hij niet aan de finish kwam, en in 1988 reed hij in de Verenigde Staten voor Yamaha en werd hierin vijftiende. Ook in 1989 reed hij in 1989, ditmaal voor Aprilia, maar kwam hierin niet aan de finish. Dat jaar debuteerde hij ook in het WK 500 cc voor Honda; hij reed in de races in Groot-Brittannië en Zweden, maar kwam hierin niet aan de finish.
In 1990 reed Carter vijf races in het WK 250 cc voor Honda, waarin hij enkel in zijn thuisrace tot scoren kwam met een dertiende plaats. In 1991 schreef hij zich in voor zijn thuisrace, maar kwalificeerde zich hier niet voor. In 1994 debuteerde hij in het wereldkampioenschap superbike op een Ducati in de races in Donington en werd hierin vierde en zesde.